# Список астероїдів (91401—91500)
| Назва                              | Тимчасове позначення | Дата відкриття  | Місце відкриття           | Відкривач                   |
| ---------------------------------- | -------------------- | --------------- | ------------------------- | --------------------------- |
| (91401) 1999 MY                    | 1999 MY              | 22 червня 1999  | Вумера                    | Френк Золотовскі            |
| (91402) 1999 NW                    | 1999 NW              | 9 липня 1999    | Вумера                    | Френк Золотовскі            |
| (91403) 1999 NY5                   | 1999 NY5             | 13 липня 1999   | Сокорро (Нью-Мексико)     | LINEAR                      |
| (91404) 1999 NT6                   | 1999 NT6             | 13 липня 1999   | Сокорро (Нью-Мексико)     | LINEAR                      |
| (91405) 1999 NB10                  | 1999 NB10            | 13 липня 1999   | Сокорро (Нью-Мексико)     | LINEAR                      |
| (91406) 1999 NA11                  | 1999 NA11            | 13 липня 1999   | Сокорро (Нью-Мексико)     | LINEAR                      |
| (91407) 1999 NM11                  | 1999 NM11            | 13 липня 1999   | Сокорро (Нью-Мексико)     | LINEAR                      |
| (91408) 1999 NP11                  | 1999 NP11            | 13 липня 1999   | Сокорро (Нью-Мексико)     | LINEAR                      |
| (91409) 1999 NP15                  | 1999 NP15            | 14 липня 1999   | Сокорро (Нью-Мексико)     | LINEAR                      |
| (91410) 1999 NZ30                  | 1999 NZ30            | 14 липня 1999   | Сокорро (Нью-Мексико)     | LINEAR                      |
| (91411) 1999 NJ41                  | 1999 NJ41            | 14 липня 1999   | Сокорро (Нью-Мексико)     | LINEAR                      |
| (91412) 1999 NP42                  | 1999 NP42            | 14 липня 1999   | Сокорро (Нью-Мексико)     | LINEAR                      |
| (91413) 1999 NN49                  | 1999 NN49            | 13 липня 1999   | Сокорро (Нью-Мексико)     | LINEAR                      |
| (91414) 1999 ND54                  | 1999 ND54            | 12 липня 1999   | Сокорро (Нью-Мексико)     | LINEAR                      |
| (91415) 1999 NH54                  | 1999 NH54            | 12 липня 1999   | Сокорро (Нью-Мексико)     | LINEAR                      |
| (91416) 1999 NH55                  | 1999 NH55            | 12 липня 1999   | Сокорро (Нью-Мексико)     | LINEAR                      |
| (91417) 1999 NU55                  | 1999 NU55            | 12 липня 1999   | Сокорро (Нью-Мексико)     | LINEAR                      |
| (91418) 1999 NY56                  | 1999 NY56            | 12 липня 1999   | Сокорро (Нью-Мексико)     | LINEAR                      |
| (91419) 1999 NP59                  | 1999 NP59            | 13 липня 1999   | Сокорро (Нью-Мексико)     | LINEAR                      |
| (91420) 1999 NK60                  | 1999 NK60            | 13 липня 1999   | Сокорро (Нью-Мексико)     | LINEAR                      |
| (91421) 1999 NA65                  | 1999 NA65            | 14 липня 1999   | Сокорро (Нью-Мексико)     | LINEAR                      |
| 91422 Giraudon                     | 1999 OH              | 16 липня 1999   | Обсерваторія Пізе         | Обсерваторія Пізе           |
| (91423) 1999 OT4                   | 1999 OT4             | 16 липня 1999   | Сокорро (Нью-Мексико)     | LINEAR                      |
| (91424) 1999 PT1                   | 1999 PT1             | 10 серпня 1999  | Обсерваторія Амейя-де-Мар | Жауме Номен                 |
| (91425) 1999 PM2                   | 1999 PM2             | 7 серпня 1999   | Обсерваторія Кітт-Пік     | Spacewatch                  |
| (91426) 1999 PE4                   | 1999 PE4             | 13 серпня 1999  | Обсерваторія Ріді-Крик    | Джон Бротон                 |
| (91427) 1999 PB5                   | 1999 PB5             | 14 серпня 1999  | Обсерваторія Ондржейов    | Петер Кушнірак, Петр Правец |
| 91428 Кортезі (Cortesi)            | 1999 QT1             | 20 серпня 1999  | Обсерваторія Ньйоска      | Стефано Спозетті            |
| 91429 Мікелебіанда (Michelebianda) | 1999 QO2             | 30 серпня 1999  | Обсерваторія Ньйоска      | Стефано Спозетті            |
| (91430) 1999 RL                    | 1999 RL              | 4 вересня 1999  | Прескоттська обсерваторія | Пол Комба                   |
| (91431) 1999 RQ                    | 1999 RQ              | 3 вересня 1999  | Обсерваторія Ондржейов    | Ленка Коткова               |
| (91432) 1999 RF1                   | 1999 RF1             | 4 вересня 1999  | Прескоттська обсерваторія | Пол Комба                   |
| (91433) 1999 RL2                   | 1999 RL2             | 4 вересня 1999  | Каталінський огляд        | Каталінський огляд          |
| (91434) 1999 RY3                   | 1999 RY3             | 4 вересня 1999  | Каталінський огляд        | Каталінський огляд          |
| (91435) 1999 RX6                   | 1999 RX6             | 3 вересня 1999  | Обсерваторія Кітт-Пік     | Spacewatch                  |
| (91436) 1999 RY6                   | 1999 RY6             | 3 вересня 1999  | Обсерваторія Кітт-Пік     | Spacewatch                  |
| (91437) 1999 RB9                   | 1999 RB9             | 4 вересня 1999  | Обсерваторія Кітт-Пік     | Spacewatch                  |
| (91438) 1999 RA12                  | 1999 RA12            | 7 вересня 1999  | Сокорро (Нью-Мексико)     | LINEAR                      |
| (91439) 1999 RD12                  | 1999 RD12            | 7 вересня 1999  | Сокорро (Нью-Мексико)     | LINEAR                      |
| (91440) 1999 RK12                  | 1999 RK12            | 7 вересня 1999  | Сокорро (Нью-Мексико)     | LINEAR                      |
| (91441) 1999 RU14                  | 1999 RU14            | 7 вересня 1999  | Сокорро (Нью-Мексико)     | LINEAR                      |
| (91442) 1999 RD17                  | 1999 RD17            | 7 вересня 1999  | Сокорро (Нью-Мексико)     | LINEAR                      |
| (91443) 1999 RH17                  | 1999 RH17            | 7 вересня 1999  | Сокорро (Нью-Мексико)     | LINEAR                      |
| (91444) 1999 RS17                  | 1999 RS17            | 7 вересня 1999  | Сокорро (Нью-Мексико)     | LINEAR                      |
| (91445) 1999 RC19                  | 1999 RC19            | 7 вересня 1999  | Сокорро (Нью-Мексико)     | LINEAR                      |
| (91446) 1999 RD19                  | 1999 RD19            | 7 вересня 1999  | Сокорро (Нью-Мексико)     | LINEAR                      |
| (91447) 1999 RH19                  | 1999 RH19            | 7 вересня 1999  | Сокорро (Нью-Мексико)     | LINEAR                      |
| (91448) 1999 RY21                  | 1999 RY21            | 7 вересня 1999  | Сокорро (Нью-Мексико)     | LINEAR                      |
| (91449) 1999 RQ24                  | 1999 RQ24            | 7 вересня 1999  | Сокорро (Нью-Мексико)     | LINEAR                      |
| (91450) 1999 RV24                  | 1999 RV24            | 7 вересня 1999  | Сокорро (Нью-Мексико)     | LINEAR                      |
| (91451) 1999 RG38                  | 1999 RG38            | 13 вересня 1999 | Вішнянська обсерваторія   | Корадо Корлевіч             |
| (91452) 1999 RL43                  | 1999 RL43            | 14 вересня 1999 | Обсерваторія Ондржейов    | Петер Кушнірак, Петр Правец |
| (91453) 1999 RA49                  | 1999 RA49            | 7 вересня 1999  | Сокорро (Нью-Мексико)     | LINEAR                      |
| (91454) 1999 RK49                  | 1999 RK49            | 7 вересня 1999  | Сокорро (Нью-Мексико)     | LINEAR                      |
| (91455) 1999 RV49                  | 1999 RV49            | 7 вересня 1999  | Сокорро (Нью-Мексико)     | LINEAR                      |
| (91456) 1999 RK58                  | 1999 RK58            | 7 вересня 1999  | Сокорро (Нью-Мексико)     | LINEAR                      |
| (91457) 1999 RL65                  | 1999 RL65            | 7 вересня 1999  | Сокорро (Нью-Мексико)     | LINEAR                      |
| (91458) 1999 RX66                  | 1999 RX66            | 7 вересня 1999  | Сокорро (Нью-Мексико)     | LINEAR                      |
| (91459) 1999 RE69                  | 1999 RE69            | 7 вересня 1999  | Сокорро (Нью-Мексико)     | LINEAR                      |
| (91460) 1999 RK71                  | 1999 RK71            | 7 вересня 1999  | Сокорро (Нью-Мексико)     | LINEAR                      |
| (91461) 1999 RQ71                  | 1999 RQ71            | 7 вересня 1999  | Сокорро (Нью-Мексико)     | LINEAR                      |
| (91462) 1999 RL72                  | 1999 RL72            | 7 вересня 1999  | Сокорро (Нью-Мексико)     | LINEAR                      |
| (91463) 1999 RZ75                  | 1999 RZ75            | 7 вересня 1999  | Сокорро (Нью-Мексико)     | LINEAR                      |
| (91464) 1999 RZ77                  | 1999 RZ77            | 7 вересня 1999  | Сокорро (Нью-Мексико)     | LINEAR                      |
| (91465) 1999 RE80                  | 1999 RE80            | 7 вересня 1999  | Сокорро (Нью-Мексико)     | LINEAR                      |
| (91466) 1999 RU81                  | 1999 RU81            | 7 вересня 1999  | Сокорро (Нью-Мексико)     | LINEAR                      |
| (91467) 1999 RQ83                  | 1999 RQ83            | 7 вересня 1999  | Сокорро (Нью-Мексико)     | LINEAR                      |
| (91468) 1999 RH87                  | 1999 RH87            | 7 вересня 1999  | Сокорро (Нью-Мексико)     | LINEAR                      |
| (91469) 1999 RW87                  | 1999 RW87            | 7 вересня 1999  | Сокорро (Нью-Мексико)     | LINEAR                      |
| (91470) 1999 RX87                  | 1999 RX87            | 7 вересня 1999  | Сокорро (Нью-Мексико)     | LINEAR                      |
| (91471) 1999 RJ89                  | 1999 RJ89            | 7 вересня 1999  | Сокорро (Нью-Мексико)     | LINEAR                      |
| (91472) 1999 RY91                  | 1999 RY91            | 7 вересня 1999  | Сокорро (Нью-Мексико)     | LINEAR                      |
| (91473) 1999 RJ95                  | 1999 RJ95            | 7 вересня 1999  | Сокорро (Нью-Мексико)     | LINEAR                      |
| (91474) 1999 RO95                  | 1999 RO95            | 7 вересня 1999  | Сокорро (Нью-Мексико)     | LINEAR                      |
| (91475) 1999 RH96                  | 1999 RH96            | 7 вересня 1999  | Сокорро (Нью-Мексико)     | LINEAR                      |
| (91476) 1999 RA97                  | 1999 RA97            | 7 вересня 1999  | Сокорро (Нью-Мексико)     | LINEAR                      |
| (91477) 1999 RJ97                  | 1999 RJ97            | 7 вересня 1999  | Сокорро (Нью-Мексико)     | LINEAR                      |
| (91478) 1999 RO99                  | 1999 RO99            | 8 вересня 1999  | Сокорро (Нью-Мексико)     | LINEAR                      |
| (91479) 1999 RL107                 | 1999 RL107           | 8 вересня 1999  | Сокорро (Нью-Мексико)     | LINEAR                      |
| (91480) 1999 RP107                 | 1999 RP107           | 8 вересня 1999  | Сокорро (Нью-Мексико)     | LINEAR                      |
| (91481) 1999 RV108                 | 1999 RV108           | 8 вересня 1999  | Сокорро (Нью-Мексико)     | LINEAR                      |
| (91482) 1999 RP110                 | 1999 RP110           | 8 вересня 1999  | Сокорро (Нью-Мексико)     | LINEAR                      |
| (91483) 1999 RS110                 | 1999 RS110           | 8 вересня 1999  | Сокорро (Нью-Мексико)     | LINEAR                      |
| (91484) 1999 RL112                 | 1999 RL112           | 9 вересня 1999  | Сокорро (Нью-Мексико)     | LINEAR                      |
| (91485) 1999 RF115                 | 1999 RF115           | 9 вересня 1999  | Сокорро (Нью-Мексико)     | LINEAR                      |
| (91486) 1999 RS117                 | 1999 RS117           | 9 вересня 1999  | Сокорро (Нью-Мексико)     | LINEAR                      |
| (91487) 1999 RT117                 | 1999 RT117           | 9 вересня 1999  | Сокорро (Нью-Мексико)     | LINEAR                      |
| (91488) 1999 RL119                 | 1999 RL119           | 9 вересня 1999  | Сокорро (Нью-Мексико)     | LINEAR                      |
| (91489) 1999 RL121                 | 1999 RL121           | 9 вересня 1999  | Сокорро (Нью-Мексико)     | LINEAR                      |
| (91490) 1999 RX123                 | 1999 RX123           | 9 вересня 1999  | Сокорро (Нью-Мексико)     | LINEAR                      |
| (91491) 1999 RA124                 | 1999 RA124           | 9 вересня 1999  | Сокорро (Нью-Мексико)     | LINEAR                      |
| (91492) 1999 RY132                 | 1999 RY132           | 9 вересня 1999  | Сокорро (Нью-Мексико)     | LINEAR                      |
| (91493) 1999 RE134                 | 1999 RE134           | 9 вересня 1999  | Сокорро (Нью-Мексико)     | LINEAR                      |
| (91494) 1999 RS135                 | 1999 RS135           | 9 вересня 1999  | Сокорро (Нью-Мексико)     | LINEAR                      |
| (91495) 1999 RZ138                 | 1999 RZ138           | 9 вересня 1999  | Сокорро (Нью-Мексико)     | LINEAR                      |
| (91496) 1999 RT141                 | 1999 RT141           | 9 вересня 1999  | Сокорро (Нью-Мексико)     | LINEAR                      |
| (91497) 1999 RF142                 | 1999 RF142           | 9 вересня 1999  | Сокорро (Нью-Мексико)     | LINEAR                      |
| (91498) 1999 RG142                 | 1999 RG142           | 9 вересня 1999  | Сокорро (Нью-Мексико)     | LINEAR                      |
| (91499) 1999 RX144                 | 1999 RX144           | 9 вересня 1999  | Сокорро (Нью-Мексико)     | LINEAR                      |
| (91500) 1999 RA147                 | 1999 RA147           | 9 вересня 1999  | Сокорро (Нью-Мексико)     | LINEAR                      |